# PSA-DK-Motor
Der PSA DK war ein von 1994 bis 2000 produzierter Dieselmotor von PSA Peugeot Citroën.

## Technische Daten
|                     | DK5 (THY)                                                                             |
| ------------------- | ------------------------------------------------------------------------------------- |
| Motortyp            | Reihenvierzylinder mit einer obenliegenden Nockenwelle und drei Ventilen pro Zylinder |
| Bohrung × Hub       | 92,0 mm × 92,0 mm                                                                     |
| Hubraum             | 2446 cm³                                                                              |
| Verdichtung         | 22,0:1                                                                                |
| Leistung            | 95 kW (129 PS) bei 4300 min−1                                                         |
| Drehmoment          | 285 Nm bei 2000 min−1                                                                 |
| Gemischaufbereitung | Wirbelkammereinspritzung mit elektronisch geregelter Verteilereinspritzpumpe          |
| Applikationen       | Citroën XM, Peugeot 605                                                               |